# Чужие среди нас
«Чужие среди нас» (англ. They Live, дословно — «они живут» или «они существуют») — американский фантастический триллер 1988 года, снятый режиссёром Джоном Карпентером по мотивам рассказа Рэя Нельсона «В восемь утра».
Фильм имел небольшой успех во время своего выхода. Первоначально фильм получил негативные отзывы критиков, которые осуждали его социальные комментарии, сценарий и актёрскую игру; однако, как и другие фильмы Карпентера, впоследствии фильм стал культовым и получил более благоприятную оценку критиков. Сейчас многие считают его недооцененной работой. Фильм также вошел в массовую культуру и оказал заметное влияние на стрит-арт (особенно на искусство Шепарда Фейри), а почти шестиминутная драка между главными героями в переулке вошла в списки лучших сцен драк.

## Сюжет
Джон Нада (Родди Пайпер) — безработный из Колорадо, переезжает в Лос-Анджелес, чтобы попытать счастья. В городе он встречает проповедника, который пытается убедить людей, что власть захватили некие «чужие». Джон устраивается рабочим на стройке, а получить крышу над головой ему помогает чернокожий парень Фрэнк (Кит Дэвид), с которым Джон сдружился. Джон поселяется в коммуне бедняков, недалеко от городской церкви. Церковь и коммуну опекает некий Гилберт. Вечером в тот же день, когда обитатели коммуны смотрят телевизор, происходит вмешательство в телетрансляцию, и хакер успевает сообщить зрителям то же самое, о чём говорил проповедник: «чужие» захватили контроль над властью, смешались с толпой и гипнотизируют простых обывателей.
Вскоре после телетрансляции Джон замечает на улице проповедника, тайно следует за ним и приходит в церковь. Там он обнаруживает заговорщиков, разное оборудование и коробки. Джона вскоре замечают, и тот убегает, не успев ничего толком узнать.
Спустя пару дней Джон становится свидетелем разгрома своего района, а заодно и церкви. Зайдя туда на следующее утро, он находит в одной из спрятанных коробок множество солнцезащитных очков. Надев одну пару, Джон обнаруживает, что все рекламные щиты, обычные листки с рекламой, журналы, книги пестрят лозунгами-внушениями: «Подчиняйся», «Потребляй», «Женитесь и размножайтесь», «Никаких независимых мыслей», «Смотрите телевизор», «Спи», а на деньгах написано «Это твой Бог». А ещё Джон обнаруживает, что не все жители Лос-Анджелеса — люди: некоторые из них — пришельцы с черепообразными лицами. Потрясённый, Джон заходит в магазин и там видит среди обычных покупателей «чужих». Опрометчиво нахамив одной пожилой пришелице, Джон привлекает внимание её сородичей, которые явно недовольны, что их существование раскрыто. Джон убегает из магазина, грубит ещё одной встреченной им инопланетянке; в этот момент его задерживают полицейские «чужие» и предлагают купить его молчание, но Джон не собирается торговать своей планетой: он оказывает сопротивление, убив обоих и завладев их оружием. Затем Джон заходит в банк и начинает убивать «чужих», но прибывшая полиция вынуждает его бежать. Здесь же Джон обнаруживает использование пришельцами невидимых обычному глазу технологий, например следящий дрон, который он сбивает из ружья. 
Скрываясь, Джон захватывает женщину по имени Холли (Мег Фостер) и заставляет её увезти его на её машине. Холли отвозит Джона в свой дом, где Джон рассказывает о том, что он узнал, но Холли думает, что он сумасшедший и, воспользовавшись тем, что тот ослаб от действия очков, оглушает его и толкает с балкона. Вызывая полицию, Холли обнаруживает оставленные очки Джона. Тот же проводит остаток дня, прячась в трущобах.
На следующий день Джон приходит на стройку и просит своего друга Фрэнка пойти с ним за очками и увидеть правду, но Фрэнк слышал, что Джон убивал людей в банке, и наотрез отказывается. Джон отправляется туда, где оставил коробку, и берёт новые очки. Там его находит Фрэнк, который всё же решил дать ему немного денег. Джон уговаривает его надеть очки, но получив отказ, пытается заставить его надеть очки силой, что выливается в жестокую драку между приятелями, но в итоге Джон всё же заставляет Фрэнка надеть очки, и теперь Фрэнк видит «чужих». Но их обнаруживают двое «чужих», и теперь Джону и Фрэнку приходится укрыться в отеле. Спустя пару дней их находит Гилберт и говорит, что они не единственные, кто видит пришельцев. Гилберт приводит их в убежище «проснувшихся» и там рассказывает, что пришельцы — своего рода предприниматели, которые хотят купить землю у людей за бесценок. Джону и Фрэнку дают контактные линзы, которые тоже могут показывать правду, но при этом безвредные для здоровья. Там Джон встречает Холли и та говорит, что знает, где есть спутниковая антенна, которая не даёт видеть «чужих». Внезапно нападают «Чужие»: они убивают многих, но Джону, Фрэнку и Холли удаётся выжить. Джон и Фрэнк идут на базу «чужих», где они встречают бродягу, который перешёл на сторону «чужих». За то, что «чужие» обеспечили его красивой жизнью, он не вникает в их дела, существуя по принципу «после нас хоть потоп», но когда Джон угрожает ему пистолетом, он рассказывает, где находится спутниковая антенна «чужих». Джон и Фрэнк находят Холли и они идут на крышу, по пути расправляясь с охраной пришельцев. Оказавшаяся предательницей Холли убивает Фрэнка, а затем угрожает пистолетом Джону, но тот убивает её. На вертолёте прилетает полиция и приказывает Джону сдаться, однако Джон успевает сделать пару выстрелов из пистолета по спутниковой антенне и уничтожает её. Полиция убивает Джона, но теперь все люди видят пришельцев.

## В ролях
- Родди Пайпер — Джон Нада
- Кит Дэвид — Фрэнк
- Мег Фостер — Холли
- Джордж Флауэр — бродяга
- Питер Джейсон — Гилберт
- Реймонд Сен-Жак[англ.] — уличный проповедник
- Норман Олден — прораб

## Съёмочная группа
- Продюсер: Ларри Франко[англ.]
- Сценарист: Джон Карпентер
- Композиторы:
  - Джон Карпентер
  - Алан Ховарт[англ.]
- Оператор Гарри Кибби[англ.]
- Монтаж:
  - Гиб Джаффе (англ. Gib Jaffe)
  - Фрэнк Хименес (англ. Frank E. Jimenez)

## Оценки и отзывы
| Рейтинги фильма           | Рейтинги фильма |
| Издание                   | Оценка          |
| ------------------------- | --------------- |
| Chicago Tribune           | [ 3 ]           |
| Common Sense Media        | [ 4 ]           |
| The Philadelphia Inquirer | [ 5 ]           |
| Slant Magazine            | [ 6 ]           |

В обзоре фильма на сайте HubPages Дэниел Гринфилд отметил, что в отличие от более позднего фильма «Матрица», использующего схожую идею, картина «Чужие среди нас» лишена претенциозного философствования и по сути представляет собой простую басню вроде «Скотного двора» Оруэлла, завуалированного под низкобюджетный фильм.
На сайте Rotten Tomatoes фильм получил рейтинг одобрения 85 % на основе 65 рецензий и среднюю оценку 7,20/10. Консенсус критиков сайта гласит: «Политически подрывная смесь ужасов и научной фантастики, „Чужие среди нас“ — недооцененный жанровый фильм Джона Карпентера». Metacritic дает фильму средневзвешенный рейтинг 55 из 100 на основе 22 рецензий, что означает «смешанные или средние отзывы».
По словам самого режиссёра, фильм является политическим высказыванием, целью которого было «показать фигу» Рональду Рейгану.
В 1990 году картина была номинирована на две премии «Сатурн» — за лучший научно-фантастический фильм и лучшую музыку.